# Sancha (köping i Kina, Sichuan)
Sancha (kinesiska: 三岔镇, 三岔) är en köping i Kina. Den ligger i provinsen Sichuan, i den sydvästra delen av landet, omkring 54 kilometer väster om provinshuvudstaden Chengdu.
Genomsnittlig årsnederbörd är 1 367 millimeter. Den regnigaste månaden är juli, med i genomsnitt 383 mm nederbörd, och den torraste är januari, med 12 mm nederbörd.